# Lama
Lama, wikunia (Lama) – rodzaj ssaków z podrodziny Camelinae w obrębie rodziny wielbłądowatych (Camelidae).

## Rozmieszczenie geograficzne
Rodzaj obejmuje gatunki występujące w stanie dzikim w Ameryce Południowej.

## Morfologia
Długość ciała 114–229 cm, długość ogona 15–27 cm, wysokość w kłębie 85–130 cm; masa ciała 38–220 kg.

## Systematyka
Rodzaj zdefiniował w 1800 roku francuski przyrodnik Georges Cuvier w publikacji swojego autorstwa zatytułowanej Lekcje anatomii porównawczej. Gatunkiem typowym jest (oznaczenie monotypowe) lama andyjska (L. glama).

### Etymologia
- Lama (Lacma, Llama, Llacma): peruwiańska nazwa llama dla lamy, od keczuańskiej nazwy llama dla lam[21].
- Auchenia (Aucheria, Auchenias): gr. αυχενιος aukhenios ‘szyjny’, od αυχην aukhēn ‘szyja’[22]. Gatunek typowy: Illiger wymienił dwa gatunki – Lacma vicunna Tiedemann, 1808 (= Camellus vicugna G.I. Molina, 1782) i Camelus llacma Illiger, 1811 (= Camelus glama Linnaeus, 1758) – z których typem nomenklatorycznym jest Camelus llacma Illiger, 1811 (= Camelus glama Linnaeus, 1758).
- Guanaco: hiszpańska nazwa guanako dla gwanako, od keczuańskiej nazwy wanaku dla gwanako[6]. Gatunek typowy (oznaczenie monotypowe): Camelus guanicoe P.L.S. Müller, 1776.
- Vicunia: hiszpańska nazwa vicuña dla wikunii, od keczuańskiej nazwy wik’uña dla wikunii[23].
- Dromedarius: łac. dromas, dromadis ‘dromader’, od gr. δρομας καμηλος dromas kamēlos ‘biegnący wielbłąd’, od δρομας dromas ‘biegnący’[24].
- Vicugna: hiszpańska nazwa vicuña dla wikunii, od keczuańskiej nazwy wik’uña dla wikunii[23]. Gatunek typowy (oznaczenie monotypowe): Camelus vicugna Molina, 1782.
- Pacos: peruwiańskie nazwy paco, pacos dla lam, zaadaptowane przez Buffona w 1765 roku[25]. Gatunek typowy (oznaczenie monotypowe): Camelus pacos Linnaeus, 1758.
- Protorhea: gr. πρωτος prōtos ‘pierwszy, przed’; rodzaj Rhea Brisson, 1760 (ptaki); autorzy błędnie zidentyfikowali szczątki kostne (lewa kość udowa, kilka paliczków stopy i paliczek końcowy) jako należące do prymitywnego ptaka z rodziny nandu (Rheidae)[26]. Gatunek typowy (oznaczenie monotypowe): Protorhea azarae Moreno & Mercerat, 1891 (= Camelus vicugna Molina, 1782).
- Neoauchenia: gr. νεος neos ‘nowy’; rodzaj Auchenia Illiger, 1811[27].

### Podział systematyczny
Niektóre ujęcia systematyczne umieszczają L. vicugna i L. pacos w odrębnym rodzaju Vicugna; tutaj klasyfikacja z współcześnie występującymi gatunkami za Mammals Diversity Database i All the Mammals of the World (2023): 
| Grafika | Gatunek       | Autor i rok opisu     | Nazwa zwyczajowa  | Podgatunki         | Rozmieszczenie geograficzne | Podstawowe wymiary                            | Status IUCN |
| ------- | ------------- | --------------------- | ----------------- | ------------------ | --- | --------------------------------------------- | ----------- |
|         | Lama guanicoe | (P.L.S. Müller, 1776) | gwanako andyjskie | 2 podgatunki       | od północnego Peru i Boliwii na południe do Chile i Argentynie (do południowej Patagonii, Ziemi Ognistej i wyspy Navarino); introdukowany na Falklandy; zakres wysokości: 0–4500 m n.p.m.                                                                                                  | DC: 190–215 cm DO: 23–27 cm MC: 90–140 kg     | LC          |
|         | Lama glama    | (Linnaeus, 1758)      | lama andyjska     | gatunek monotypowy | środkowe Andy od środkowego Peru do zachodniej Boliwii i północnej Argentyny; zakres wysokości: 3800–5000 m n.p.m.; udomowiony na całym świecie | DC: 180–200 cm DO: około 15 cm MC: 130–200 kg | GU          |
|         | Lama vicugna  | (G.I. Molina, 1782)   | wikunia andyjska  | 2 podgatunki       | Puna i wysokie Andy w południowo-wschodnim Peru (na południe od regionu Ancash), zachodniej Boliwii, północno-wschodnim Chile i północno-zachodniej Argentynie (na południe do -29° szerokości geograficznej południowej); introdukowany w Ekwadorze; zakres wysokości: 3200–4800 m n.p.m. | DC: 125–190 cm DO: 15–25 cm MC: 38–45 kg      | LC          |
|         | Lama pacos    | (Linnaeus, 1758)      | alpaka            | gatunek monotypowy | środkowe Andy, od środkowego Peru do środkowej Boliwii i północnego Chile; w latach 80. i 90. XX wieku został zaimportowany do Stanów Zjednoczonych, Australii, Nowej Zelandii, Kanady i Europy                                                                                            | DC: 114–150 cm DO: 18–25 cm MC: 55–65 kg      | GU          |

Kategorie IUCN:  LC  – gatunek najmniejszej troski; GU – gatunek udomowiony, nie podlega ocenie przez IUCN.
Opisano również wymarły gatunek żyjący w plejstocenie w Ameryce Południowej: 
- Lama castelnaudii (P. Gervais, 1855)